# Ben Jackson
Benjamin Donald Jackson (nascido em 17 de Julho de 1963) é um guitarrista americano. Entre 1982 e 1990 integrou a banda Crimson Glory. Nove anos depois voltou a integrar esta banda. 

## Discografia
- 1986 - Crimson Glory
- 1988 - Transcendence
- 1999 - Astronomica
- 2000 - War Of The Worlds EP
- 2008 - Metatron, Lucifer And The Divine Chaos